# Conquering the World III
Conquering the World III (titre original, Tūn Shí Tiān Dì 3) est un jeu vidéo de rôle apparu en 2003 sur Mega Drive. Il s'agit d'un homebrew.